# Husmodersrörelsen

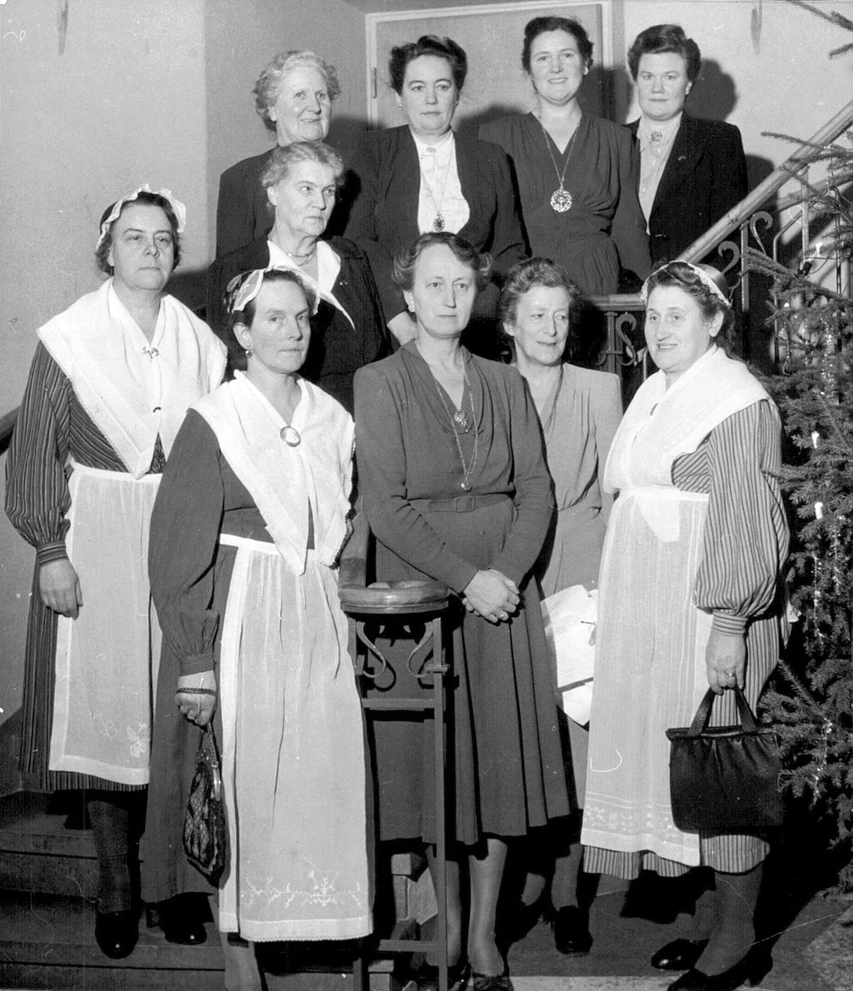
Många av de ledande kvinnorna inom Stockholms husmoderföreningar var närvarande vid Stockholms husmoderförbunds bildande i januari 1947.

Husmodersrörelsen är en samlande benämning för den rörelse för att stärka kvinnan i sin roll som husmoder genom bildandet av Husmodersföreningar, vilka arbetat för "höjandet av husmoderns kall genom föredrag om hemskötsel, barnuppfostran och barnpsykologi samt driva propaganda för sunda och praktiska bostäder" med mera.

## Historik
Rörelsen hade sin bakgrund i det reformintresse som uppstod bland kvinnor i Europa under 1800-talet i samband med kvinnosaksrörelsens framväxt. Rörelsen svarade mot ett behov bland de hemarbetande kvinnorna att bryta sin isolering, förbättra sina kunskaper och samarbeta kring gemensamma problem. Samtidigt som man önskade förbättra kvinnors situation och deras arbetes status såg man fortfarande hemmet som kvinnans främsta arbetsplats och målet var att lyfta fram kvinnans hushållssysslor som ett arbete. Ett mål blev att med de tekniska, kemiska och medicinska förbättringarna under 1900-talets början förbättra kvinnornas situation i hemmet.

### Norden
Den första organisationen för husmödrar uppstod redan 1797, när Landsbygdskvinnornas förbund grundades i Finland, men kan främst ses som en isolerad företeelse. 1898 bildades Hjemmenes vel i Norge och 1899 Marthaförbundet i Finland. Under första världskriget hade kvinnor varit aktiva i olika krishushållningskommittéer, som bland gav råd om mathållning, sparsamhet med energi och råvaror i kristid. Dessa ansträngningar samordnades i ett centralt kvinnoråd, vars ordförande Agnes Ingelman strävade efter att skapa en fortsättning på kvinnornas samarbete efter kriget. En förebild för en ny typ av kvinnoföreningar med praktiska arbetsuppgifter var framför allt de finska Marthaföreningarna, som vunnit högt anseende. I Sverige bildades 1919 Sverige husmodersföreningars riksförbund (SHR), och 1920 bildade de Norska, Danska, Finska och Svenska föreningarna tillsammans Nordens husmodersförbund (NHR), vilka ledde NHR:s 2-åriga högre kurs i barnavård på Allmänna barnhuset i Stockholm.
Husmodersföreningarna skulle knyta samman kvinnor från olika klasser och ge de hemarbetande kvinnorna tillfälle att utbyta erfarenheter genom att utgöra ett centrum för det husliga kvinnoarbetet i respektive trakt. Föreningarnas intresseområde var mycket brett och omfattade allt som hörde till en ekonomisk och praktisk hushållning, det vill säga hygien, barnuppfostran, hemekonomi, trädgårdsodling, smådjursuppfödning och så vidare. Husmodersrörelsen hade tidigt en koppling till den framväxande husliga utbildningen genom bland andra Ida Norrby, som var föreståndare för Fackskolan för huslig ekonomi i Uppsala. Hon gav från 1905 ut Tidskrift för hemmet, som fungerade som husmodersrörelsens första föreningsorgan. Samarbetet mellan den tidiga husmodersrörelsen och de husliga utbildningsinstitutionerna kom att leda till en rad verksamheter som senare utvecklades i kommunal eller statlig regi. Utbildningen av hemsystrar blev embryot till den sociala hemhjälpen, och provningen av ny teknisk utrustning utvecklades med tiden inom Hemmens forskningsinstitut, vid vars bildande SHR varit en av initiativtagarna och därefter ingick i ledningen. Hemforskning, sociala frågor samt barn- och skolfrågor var, förutom föreningsverksamheten, viktiga teman i Husmodersförbundets Medlemsblad, som började ges ut under 1920-talet. 
Husmodersrörelsen växte snabbt från starten, i början av 1930-talet fanns över 100 lokalavdelningar och i mitten av 1940-talet fanns 345 föreningar med cirka 28 000 medlemmar. En studie av en lokalförening vid mitten av 1950-talet visar att medlemmarna var gifta med affärsmän, hantverkare eller lägre statstjänstemän och sällan själva förvärvsarbetade, med undantag för kvinnor i hantverksyrken och handel. Andra källor pekar på att arbetarkvinnorna var svagt representerade, liksom kvinnor i jordbruksarbete. Föreningarna var spridda över hela landet, och medlemmarna fördelade sig under 1940-talet ganska jämnt på städer, landsbygd och fabriks- och brukssamhällen. Medan husmodersrörelsen internationellt var en landsbygdsföreteelse, hade föreningarna i Sverige utvecklats snabbt i städer och mindre samhällen och först efter intensivt arbete på landsbygden. 
Efter att ha nått sin kulmen på 1940-talet började medlemsantalet sjunka. De genuina hemmafruarna blev allt ovanligare. År 1969 bytte SHR namn till Husmodersförbundet Hem och Samhälle och 1999 till Riksförbundet Hem och Samhälle. Organisationen arbetar i dag med bland annat jämställdhetsfrågor i hem och arbetsliv, konsument- och miljöfrågor, sociala engagemang, utbildning och kultur. År 1992 bildades även en ny utbrytarorganisation inom området, Fristående Husmodersförbundet (FHF), med ökat samhällsanknutet engagemang.